# Rajd Australii 2001
Rezultaty Rajdu Australii (14th Telstra Rally Australia), eliminacji Rajdowych Mistrzostw Świata w 2001 roku, który odbył się w dniach 1-4 listopada. Była to trzynasta runda czempionatu w tamtym roku i ósma szutrowa, a także trzynasta w Production World Rally Championship. Bazą rajdu było miasto Perth. Zwycięzcami rajdu została fińska załoga Marcus Grönholm i Timo Rautiainen w Peugeocie 206 WRC. Wyprzedzili oni Brytyjczyków Richarda Burnsa i Roberta Reida w Subaru Imprezie WRC oraz inną załogę Peugeota, Francuzów Didiera Auriola i Denisa Giraudeta. Z kolei w Production WRC zwyciężyli Australijczycy Ed Ordynski i Iain Stewart, jadący Mitsubishi Lancerem Evo VI.
Rajdu nie ukończyła jedna załoga fabryczna. Francuz François Delecour w Peugeocie 206 WRC na 13. odcinku specjalnym uległ wypadkowi i był zmuszony wycofać się z rajdu.

## Klasyfikacja ostateczna
| Miejsce                     | Zawodnik                  | Pilot                     | Samochód                  | Czas                      | Strata                    | Grupa                     | Punkty                    |
| WRC (pierwsza dziesiątka)   | WRC (pierwsza dziesiątka) | WRC (pierwsza dziesiątka) | WRC (pierwsza dziesiątka) | WRC (pierwsza dziesiątka) | WRC (pierwsza dziesiątka) | WRC (pierwsza dziesiątka) | WRC (pierwsza dziesiątka) |
| --------------------------- | ------------------------- | ------------------------- | ------------------------- | ------------------------- | ------------------------- | ------------------------- | ------------------------- |
| 1.                          | Marcus Grönholm           | Timo Rautiainen           | Peugeot 206 WRC           | 3:17:01.3                 |                           | A8 M                      | 10                        |
| 2.                          | Richard Burns             | Robert Reid               | Subaru Impreza WRC        | 3:17:41.7                 | +40.4                     | A8 M                      | 6                         |
| 3.                          | Didier Auriol             | Denis Giraudet            | Peugeot 206 WRC           | 3:18:21.4                 | +1:20.1                   | A8                        | 4                         |
| 4.                          | Harri Rovanperä           | Risto Pietiläinen         | Peugeot 206 WRC           | 3:18:32.2                 | +1:30.9                   | A8 M                      | 3                         |
| 5.                          | Colin McRae               | Nicky Grist               | Ford Focus WRC            | 3:18:41.3                 | +1:40.0                   | A8 M                      | 2                         |
| 6.                          | Tommi Mäkinen             | Timo Hantunen             | Mitsubishi Lancer WRC     | 3:20:04.0                 | +3:02.7                   | A8 M                      | 1                         |
| 7.                          | Petter Solberg            | Phil Mills                | Subaru Impreza WRC        | 3:20:42.5                 | +3:41.2                   | A8 M                      |                           |
| 8.                          | Carlos Sainz              | Luís Moya                 | Ford Focus WRC            | 3:22:00.5                 | +4:59.2                   | A8 M                      |                           |
| 9.                          | Gilles Panizzi            | Hervé Panizzi             | Peugeot 206 WRC           | 3:22:10.3                 | +5:09.0                   | A8                        |                           |
| 10.                         | Alister McRae             | David Senior              | Hyundai Accent WRC        | 3:24:33.0                 | +7:31.7                   | A8 M                      |                           |
| PWRC (punktujący zawodnicy) |                           |                           |                           |                           |                           |                           |                           |
| 1. (17.)                    | Ed Ordynski               | Iain Stewart              | Mitsubishi Lancer Evo VI  | 3:34:27.2                 |                           | N4                        | 10                        |
| 2. (18.)                    | Gabriel Pozzo             | Daniel Stillo             | Mitsubishi Lancer Evo VI  | 3:34:48.5                 | +21.3                     | N4                        | 6                         |
| 3. (19.)                    | François Duval            | Jean-Marc Fortin          | Mitsubishi Carisma GT     | 3:35:19.0                 | +51.8                     | N4                        | 4                         |
| 4. (20.)                    | Juha Kangas               | Mika Ovaskainen           | Mitsubishi Lancer Evo VI  | 3:35:23.5                 | +56.3                     | N4                        | 3                         |
| 5. (21.)                    | Cody Crocker              | Greg Foletta              | Subaru Impreza WRX STi    | 3:37:22.6                 | +2:55.4                   | N4                        | 2                         |
| 6. (22.)                    | Manfred Stohl             | Peter Müller              | Mitsubishi Lancer Evo VI  | 3:38:22.6                 | +3:55.4                   | N4                        | 1                         |

1. ↑  Litera M przy oznaczeniu grupy do której należy samochód oznacza, iż tylko ci kierowcy zdobywali punkty dla swoich zespołów liczonych w klasyfikacji producentów na koniec sezonu.

## Zwycięzcy odcinków specjalnych
| Dzień     | Odcinek | G. rozp. | Nazwa                | Długość  | Zwycięzca                       | Czas    | Lider rajdu                |
| --------- | ------- | -------- | -------------------- | -------- | ------------------------------- | ------- | -------------------------- |
| 1 (1 LIS) | SS1     | 18:42    | Langley Park Super 1 | 2.20 km  | Didier Auriol Carlos Sainz      | 1:30.7  | Didier Auriol Carlos Sainz |
| 2 (2 LIS) | SS2     | 10:27    | Helena North 1       | 24.14 km | Marcus Grönholm                 | 13:43.6 | Marcus Grönholm            |
| 2 (2 LIS) | SS3     | 10:53    | Helena South 1       | 18.43 km | Marcus Grönholm Harri Rovanperä | 9:42.7  | Marcus Grönholm            |
| 2 (2 LIS) | SS4     | 12:00    | Kev's                | 9.56 km  | Carlos Sainz                    | 6:01.5  | Marcus Grönholm            |
| 2 (2 LIS) | SS5     | 12:39    | Beraking             | 26.46 km | Richard Burns                   | 14:52.2 | Marcus Grönholm            |
| 2 (2 LIS) | SS6     | 13:27    | Flynns Short         | 19.98 km | Didier Auriol                   | 12:08.7 | Colin McRae                |
| 2 (2 LIS) | SS7     | 15:32    | Helena North 2       | 24.14 km | Didier Auriol                   | 13:29.4 | Marcus Grönholm            |
| 2 (2 LIS) | SS8     | 15:58    | Helena South 2       | 18.43 km | Richard Burns Carlos Sainz      | 9:34.2  | Marcus Grönholm            |
| 2 (2 LIS) | SS9     | 16:23    | Atkins               | 4.42 km  | Carlos Sainz                    | 3:01.3  | Marcus Grönholm            |
| 2 (2 LIS) | SS10    | 19:30    | Langley Park Super 2 | 2.20 km  | Didier Auriol Petter Solberg    | 1:30.8  | Marcus Grönholm            |
| 3 (3 LIS) | SS11    | 08:36    | Stirling East        | 35.48 km | Marcus Grönholm                 | 19:38.8 | Marcus Grönholm            |
| 3 (3 LIS) | SS12    | 09:23    | Brunswick            | 16.63 km | Marcus Grönholm                 | 9:08.5  | Marcus Grönholm            |
| 3 (3 LIS) | SS13    | 11:23    | Wellington Dam       | 45.42 km | odcinek anulowany               | -       | Marcus Grönholm            |
| 3 (3 LIS) | SS14    | 14:07    | Harvey Weir          | 6.97 km  | Marcus Grönholm                 | 3:47.8  | Marcus Grönholm            |
| 3 (3 LIS) | SS15    | 14:28    | Stirling West        | 15.89 km | Marcus Grönholm                 | 9:20.0  | Marcus Grönholm            |
| 3 (3 LIS) | SS16    | 16:14    | Murray Pines         | 18.53 km | Marcus Grönholm                 | 10:40.4 | Marcus Grönholm            |
| 3 (3 LIS) | SS17    | 19:45    | Langley Park Super 3 | 2.20 km  | Didier Auriol                   | 1:29.7  | Marcus Grönholm            |
| 4 (4 LIS) | SS18    | 07:59    | Bannister West       | 34.57 km | Richard Burns                   | 17:22.7 | Marcus Grönholm            |
| 4 (4 LIS) | SS19    | 09:07    | Bannister North      | 36.84 km | Colin McRae                     | 19:26.6 | Marcus Grönholm            |
| 4 (4 LIS) | SS20    | 10:32    | Bannister South      | 28.65 km | Colin McRae                     | 16:32.1 | Marcus Grönholm            |
| 4 (4 LIS) | SS21    | 12:35    | Michelin TV Stage    | 5.65 km  | Colin McRae                     | 3:28.1  | Marcus Grönholm            |

## Klasyfikacja po 13 rundach
Tabele przedstawiają tylko pięć pierwszych miejsc.

### Kierowcy
| Lp. | Kierowca        | Pkt |
| --- | --------------- | --- |
| 1   | Colin McRae     | 42  |
| 2   | Tommi Mäkinen   | 41  |
| 3   | Richard Burns   | 40  |
| 4   | Carlos Sainz    | 33  |
| 5   | Harri Rovanperä | 30  |

### Producenci
| Lp. | Producent                    | Pkt |
| --- | ---------------------------- | --- |
| 1   | Peugeot Total                | 90  |
| 2   | Ford Martini                 | 86  |
| 3   | Marlboro Mitsubishi Ralliart | 69  |
| 4   | Subaru World Rally Team      | 62  |
| 5   | Škoda Motorsport             | 15  |